# Gertrud Aström
Gertrud Maria Åström ( Bodträsk Kalix, 28 de julio de 1954) es una profesora sueca, directora ejecutiva, empresaria y experta en temas de igualdad de género. Cuando era investigadora en la Universidad de Estocolmo acuñado el término sueco "jämtegrering" mainstreaming de género, traducido por transversalidad o políticas transversales de género. También es creadora del método 3R - Representación - Recursos - Realia. considerando estas tres etapas como elementos necesarios para avanzar hacia la igualdad de género en la sociedad. En la actualidad preside su propia empresa Hela HUT AB. 

## Trayectoria
Fue Presidenta  del Lobby de Mujeres de Suecia de 2009 a 2015. Previamente fue CEO de la compañía editorial Ordfront.
En 2004 fue nombrada por el Gobierno de Suecia relatora especial de políticas de igualdad de género proponiendo nuevos objetivos nacionales y el permiso de paternidad individual para los padres.
Es profesora de la Universidad de Sodertorn.

### Mainstreaming
El mainstreaming supone defender la idea de que no basta con tener políticas de igualdad marginales que no influyen en la corriente principal de políticas públicas, sino que hay que cambiar todas las políticas incorporando la perspectiva de género.
En cooperación con la Asociación Sueca de Autoridades Locales (ASAL) Astrom desarrolló un método, conocido como "método 3R" inicialmente con el objetivo de revisar y analizar áreas y sectores concretos de las política municipal desde la perspectiva de género en los presupuestos públicos perspectiva de la equidad de género.

### Método de las 3R
Consiste en una metodología que desarrolla un marco analítico en diferentes fases, cada una de ellas se centra en el análisis de género de una “R”: Representación, Recursos y Realidades. El método se desarrolló en el proyecto JämKom sobre municipios e igualdad de género, dirigido por Gertrud Åström bajo los auspicios de la Asociación Sueca de Autoridades Locales a fines de los años noventa. Se ha utilizado principalmente en diversas actividades municipales. El método hace hincapié en que se requieren las tres R para incorporar una actividad al género. Los dos primeros tratan sobre la compilación de estadísticas y sirven como punto de partida para la discusión sobre la tercera y última R.
1. Representación de mujeres y hombres en las estructuras organizativas de una determinada área de gestión de las políticas públicas, e incluyendo en el análisis a las personas beneficiarias de las mismas. ¿Cuál es la distribución de género en cada nivel de la actividad y el proceso de toma de decisiones, es decir, entre el personal, los responsables de la toma de decisiones y los usuarios?  (Cuantitativa)[2]
2. Recursos, esto es, la distribución por sexo del tiempo, los recursos económicos y el espacio. (Cuantitativa)
3. Es la tercera fase, el análisis se ocupa de aspectos más cualitativos, agrupados bajo el concepto “Realidades” y que se refiere a las normas y valores presentes en la organización. El objetivo de esta parte del análisis es ofrecer una explicación de las desigualdades que se detectan en las dos fases anteriores: ¿hay actividades o decisiones que lleven a perpetuar las desigualdades entre mujeres y hombres? (Cualitativa)